# Rossmarkaeum
Rossmarkaeum (łac. Dioecesis Rossmarkensis) – stolica historycznej diecezji w Szkocji, erygowanej ok. roku 750, a zlikwidowanej około 1550. Współcześnie miejscowość Fortrose w hrabstwie Highland. Obecnie katolickie biskupstwo tytularne.

## Biskupi tytularni
| Lp. | Biskup                     | Funkcja                                       | Od                | Do             |
| --- | -------------------------- | --------------------------------------------- | ----------------- | -------------- |
| 1   | Louis-de-Gonzague Langevin | biskup pomocniczy Saint-Hyacinthe (Kanada)    | 9 sierpnia 1974   | 14 lipca 1979  |
| 2   | Marcel André Gervais       | biskup pomocniczy London (Kanada)             | 19 kwietnia 1980  | 3 maja 1985    |
| 3   | Donald Wuerl               | biskup pomocniczy Seattle (USA)               | 30 listopada 1985 | 11 lutego 1988 |
| 4   | William Curlin             | biskup pomocniczy Waszyngtonu (USA)           | 2 listopada 1988  | 22 lutego 1994 |
| 5   | Paul Hendricks             | biskup pomocniczy Southwark (Wielka Brytania) | 28 grudnia 2005   |                |